# Bełopołci
Bełopołci (bułg. Белополци) – wieś w południowej Bułgarii, w obwodzie Chaskowo, w gminie Iwajłowgrad. Według danych Narodowego Instytutu Statystycznego w Bułgarii z 31 grudnia 2011 wieś liczyła 300 mieszkańców.